# Abborrtjärnen (Mangskogs socken, Värmland)
Abborrtjärnen är en sjö i Arvika kommun i Värmland och ingår i Göta älvs huvudavrinningsområde.